# Schepsi
Schepsi, „Der Herrliche“, wurde in Hermopolis als lokaler Sonnengott verehrt. Zugleich galt er als Vater der dortigen Urwesen – der Achtheit. Er ist seit der 18. Dynastie belegt. Die Darstellung ist falkenköpfig oder als menschliche Gestalt mit der Sonnenscheibe auf dem Haupt. Möglicherweise war er ursprünglich auch ein Bestandteil der Achtheit, das später als Gott der Sonne aus ihr ausgegliedert wurde.